# Domenico Pozzovivo
Domenico Pozzovivo (né le 30 novembre 1982 à Policoro, dans la province de Matera, en Basilicate) est un coureur cycliste italien. Il a notamment remporté une étape du Tour d'Italie 2012, ainsi qu'une étape sur le Tour de Catalogne 2015 et le Tour de Suisse 2017. Spécialiste des courses par étapes, il a également remporté le Tour du Trentin 2012 et terminé à sept reprises dans les dix premiers du Tour d'Italie, dont deux fois cinquième.

## Biographie

### Les débuts
Domenico Pozzovivo commence à concourir dans le cyclisme dans la catégorie avec le GS Melidoro. Durant son enfance, il pratique divers sports et se consacre à l'étude de la musique classique via des leçons de piano, avant de se consacrer exclusivement au cyclisme à seize ans et de participer à des compétitions pour étudiants avec le GS Marangiolo de Taranto. Après avoir terminé le lycée scientifique avec les meilleures notes de sa classe, il s'installe au Piémont pour concourir parmi les juniors avec le Pedale Chierese.
En 2001, il fait ses débuts dans la catégorie des moins de 23 ans avec le maillot de Zoccorinese-Vellutex, groupe dirigé par Olivano Locatelli et qui compte comme leader Yaroslav Popovych. En 2004, il rejoint Zalf-Désirée-Fior un club réputé de Trévise. C'est cette saison qu'il obtient ses meilleurs résultats chez les moins de 23 ans, notamment avec la victoire dans une étape du Tour du Frioul-Vénétie julienne et une deuxième place du Tour de la Vallée d'Aoste. Il se classe également troisième du Baby Giro et quatrième des mondiaux espoirs, organisés à domicile, à Vérone.

### 2005-2008: les premières années professionnelles
Grâce aux victoires remportées dans les catégories précédentes, il passe professionnel en 2005 avec Ceramica Panaria-Navigare. Cette année-là, il occupe le cinquième rang du Tour des Apennins, puis est également sélectionné pour le Tour d'Italie, mais est contraint à l'abandon en raison d'une chute alors qu'à 23 ans il figure dans le top 20 du classement. général. Son année 2006 est marquée par une nouvelle chute, cette fois au Tour du Trentin. Il est contraint à une nouvelle période d’arrêt forcé en raison d'une des fractures aux côtes. En 2007, il prend la troisième place de la Semaine cycliste lombarde, et est sélectionné pour son deuxième Tour d'Italie. Il dispute la course pour soutenir son leader Emanuele Sella et atteint la ligne d'arrivée finale à Milan en dix-septième position (sa meilleure place sur une étape est 14e à Briançon).
L'année suivante, en 2008, l'équipe est renommée CSF Group Navigare. En avril, il est troisième du Tour du Trentin. Au mois de mai, sur les routes du  Tour d'Italie, il tente plusieurs fois de lâcher les meilleurs. Il réussit à se détacher dans la quinzième étape, qui se termine au passo Fedaia et prend la deuxième place derrière son coéquipier Emanuele Sella. Il se défend bien dans les étapes suivantes et termine le Giro à la neuvième place.

### 2009-2012: les victoires avec CSF et Colnago

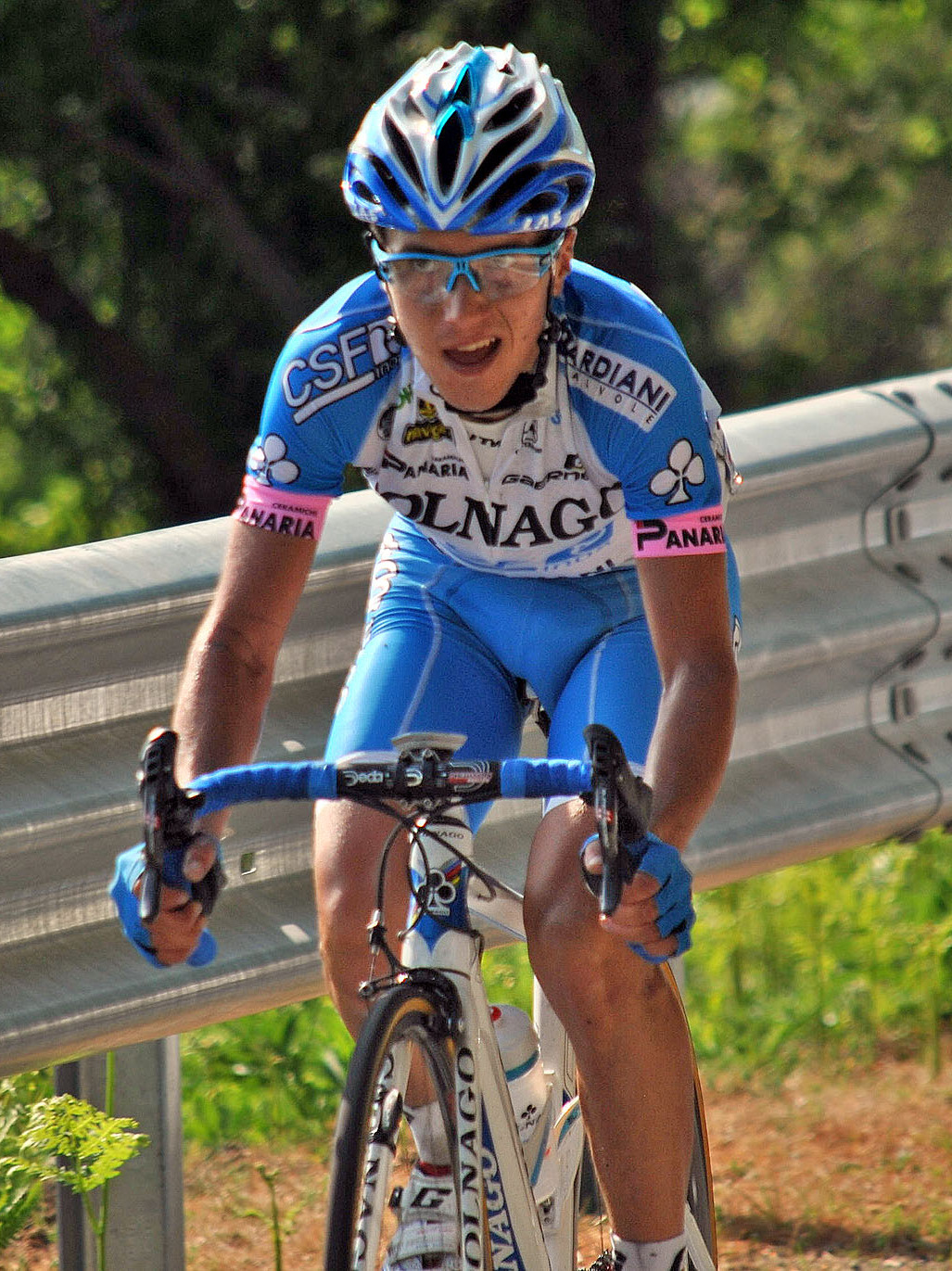
Pozzovivo sur Tour d'Italie 2012

Au printemps 2009, il obtint son premier succès professionnel en remportant l'étape de Flero de la Semaine cycliste lombarde. Il obtient également de nombreuses places honneur sur les courses italiennes et en ligne : sixième de la Semaine de Coppi et Bartali, cinquième du Tour du Trentin, troisième du Brixia Tour, septième du Trophée Melinda et sixième de la Coppa Sabatini. Cependant, il ne participe pas au Tour d'Italie, son équipe n'étant pas invitée.
Pendant la saison 2010, Pozzovivo remporte la 4e étape du Tour du Trentin. Il est ensuite deuxième du Tour des Apennins derrière le Croate Robert Kišerlovski et domine le Brixia Tour, une épreuve de cinq étapes disputée en Italie. Il gagne la deuxième et la quatrième étape en solitaire, les deux épreuves étant disputées en montagne. Au classement général, il devance Morris Possoni (Sky) par une minute cinquante à la fin du tour. Dans la deuxième partie de la saison, il termine quatrième du Trofeo Matteotti, deuxième des Trois vallées varésines et du Tour de Romagne, ainsi que septième du Tour du Piémont.
En 2012, Pozzovivo décroche la victoire au Tour du Trentin, enlevant l'étape reine (la troisième) pour ravir le maillot de leader à Mathias Frank. Cette étape se termine au sommet de la côte de Punta Veleno, une montée  de 10 kilomètres à 15 % de moyenne où les voitures suiveuses sont interdites de passage tellement la route est pentue et la chaussée irrégulière. Des "motos d'équipes" assurent les dépannages. Pozzovivo gravit le col hors-catégorie sans jamais attaquer franchement, montant au rythme et décrochant ses adversaires un à un, s'imposant avec 23 secondes d'avance sur son plus proche poursuivant, Sylwester Szmyd. Il confie avoir utilisé un braquet de 34x29 pendant la presque totalité de la difficulté. Lors de la quatrième et dernière étape, Pozzovivo affronte avec le peloton des températures sous le point de congélation lors de l'ascension du passo Pordoi, où la ligne d'arrivée est située à 2 239 mètres d'altitude. Il protège son avance au classement général en arrivant troisième de l'étape, 6 secondes derrière le victorieux Darwin Atapuma. C'est sous la neige qu'il grimpe sur la plus haute marche du podium pour accepter son triomphe.
Au Tour d'Italie, il s'adjuge la huitième étape, attaquant à sept kilomètres de l'arrivée sur la montée du Colle Molella. Aucun coureur ne répond à son accélération et il résiste en tête lors des cinq derniers kilomètres en faux-plats. Il traverse la ligne d'arrivée seul à Lago di Laceno. Il termine le Giro au huitième rang du classement général remporté par le Canadien Ryder Hesjedal, étant toujours très compétitif sur son terrain de prédilection, les montagnes. En juin, il remporte une étape du Tour de Slovénie, terminant deuxième du classement général, tandis qu'en fin de saison, il se classa parmi les dix premiers de plusieurs semi-classiques du calendrier italien.

### 2013-2017: les années chez AG2R La Mondiale

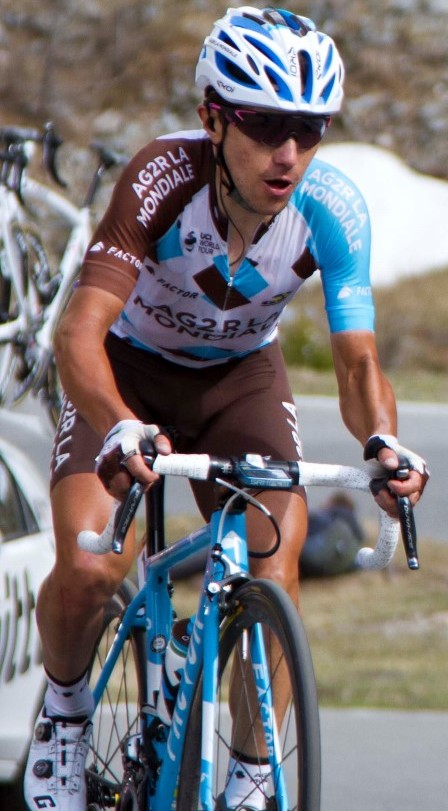
Domenico Pozzovivo lors du Tour d'Italie 2017.

Domenico Pozzovivo s'engage en 2013 dans l'équipe World Tour AG2R La Mondiale dirigée par Vincent Lavenu. Il quitte ainsi Roberto Reverberi qui le dirigeait depuis son passage en professionnel. Au cours de cette première saison, il est dixième du Tour d'Italie et, plus tard, sixième du Tour d'Espagne, prenant notamment la troisième place lors du contre-la-montre individuel. Il se classe également septième du Tour de Pologne et quatrième de Milan-Turin.
Comme en 2013, Pozzovivo reprend la compétition en 2014 en Amérique du Sud au Tour de San Luis. Il prend la 10e place au classement général, puis se classe 6e du Tirreno-Adriatico et 8e du Tour de Catalogne. Durant le Tour du Trentin, le contre-la-montre par équipe lui fait perdre 44 secondes. Les trois étapes suivantes arrivent en altitude. Pozzovivo engage sa remontée au classement général avec une 5e place. Le lendemain, dans l'ascension finale, seul Cadel Evans peut le suivre et le bat au sprint pour la victoire d'étape. Il termine à la deuxième place du classement général. De bon augure avant le Tour d'Italie, son objectif, comme le souligne son directeur sportif Laurent Biondi. Lors de la 100e édition de Liège-Bastogne-Liège, il s'échappe à deux reprises. La première fois avec Julián Arredondo dans la côte des Forges. Ils se font reprendre au pied de la Côte de Saint-Nicolas. Pozzovivo attaque une nouvelle fois avec Giampaolo Caruso. Sous la flamme rouge, ils possèdent encore 15 secondes d'avance. Ils se font reprendre dans le dernier virage par Daniel Martin, qui chute. Pozzovivo termine à la cinquième place. Cinquième du Tour d'Italie, il obtient là son meilleur classement sur un grand tour. Il enchaîne par le Tour de Suisse où il est non-partant de la deuxième étape en raison d'ennuis digestifs. Attendu ensuite au Tour d'Espagne, il chute durant un entraînement à trois jours de sa reprise prévue au Tour de Burgos. Atteint d'une double fracture tibia-péroné du côté droit, la convalescence que nécessite sa blessure l'oblige à déclarer forfait pour la Vuelta. Il revient pour Milan-Turin et le Tour de Lombardie.
Il commence sa saison 2015 en Australie ou il participe au Tour Down Under, qu'il termine en sixième position. En mars, il termine à la huitième position au général de Tirreno-Adriatico. Il obtient finalement sa première victoire depuis 2012 en gagnant la 3e étape du Tour de Catalogne après s'être défait de ses six compagnons d'échappée à la suite d'une étape montagneuse se terminant en plat après une descente de col. Il termine sur la troisième marche du podium au classement final. Figurant parmi les favoris du Giro et porteur du dossard numéro 1 en l'absence du vainqueur précédent Nairo Quintana, il subit une chute durant la deuxième étape qui lui fait perdre 1 minute 9 secondes sur les autres protagonistes. Le lendemain, il subit une nouvelle chute durant une descente qui le contraint à l'abandon. Restant immobile au sol plusieurs minutes, il est transporté dans un hôpital où lui sont diagnostiqués un traumatisme facial et un traumatisme crânien « relativement modeste » selon le médecin-chef de la course. Transporté par hélicoptère à la salle d'urgence San Martino à Gênes, il subit 27 points de suture au visage et reste en thérapie semi-intensive pendant une journée avant d'être libéré le lendemain.
Pour 2016, il est prévu en pré-saison que Pozzovivo participe au Tour d'Italie en compagnie de Jean-Christophe Péraud puis pour la première fois au Tour de France, cette fois en soutien de Romain Bardet. En début d'année, il est 7e du Tour Down Under et 8e du Tour d'Oman. En avril, il prend la septième place du Tour du Trentin, mais termine seulement 20e du Tour d'Italie. En juillet, il aide Bardet à terminer deuxième du Tour de France.
En 2017, il est troisième du Tour des Alpes et sixième du Tour d'Italie, grâce également à quatre tops 5 lors de la dernière semaine de la course. Le 15 juin, il remporte en solitaire sa première victoire de la saison, après une attaque dans la montée de La Punt Chamues-ch sur le Tour de Suisse. Grâce à ce succès, il porte le maillot de leader de la course une journée et termine finalement à la quatrième place au classement général. En août, il signe un contrat de deux ans (démarrant en janvier 2018) avec la nouvelle équipe Bahrain-Merida, construite autour de Vincenzo Nibali. En octobre, il est sixième du Tour de Lombardie.

### 2018-2019: Bahrain-Merida
Au sein de sa nouvelle équipe Bahrain-Merida, Pozzovivo est nommé leader du Tour d'Italie et lieutenant de Vincenzo Nibali sur le Tour de France. Lors du Giro, il se montre très régulier et est classé troisième du général à trois jours de l'arrivée. Il perd un peu de temps et se classe finalement cinquième du général et meilleur italien. Il parvient ensuite à monter sur le podium du championnat d'Italie sur route et précisément à la troisième place après avoir aidé son coéquipier Giovanni Visconti finalement deuxième. Pozzovivo  se classe ensuite 18e du Tour, où son leader Nibali a du abandonner après une chute. Grâce à ses performances sur le calendrier italien, notamment sur les semi-classiques de fin de saison, il remporte la Coupe d'Italie.
En 2019, il est notamment 2e du Tour d'Oman et 7e du Tour de Suisse. Entre-temps, il est victime d'une lourde chute lors de la Flèche wallonne et doit renoncer à Liège-Bastogne-Liège. Il fait son retour sur le Tour d'Italie, où il aide Nibali à prendre la deuxième place finale. Le 12 août, il est grièvement blessé après une collision avec une voiture lors d'un entraînement à proximité de Cosenza. Touché à la tête par la voiture, il subit des fractures à la jambe droite, au bras gauche, à la clavicule et aux côtes,.
Alors qu’il se remet de ses blessures, Pozzovivo apprend qu’il n’est pas conservé par son équipe. Il annonce vouloir continuer le cyclisme et revenir à son meilleur niveau, sans pour autant préciser si des équipes sont intéressées. Le 31 décembre 2019, il rejoint finalement l'équipe NTT Pro Cycling pour un contrat de deux saisons. Douglas Ryder, manager de la formation, est convaincu qu'il peut retrouver ses capacités et des ambitions sur les classements généraux.

### 2020-2021: Team NTT/Qhubeka
Il épingle de nouveau un dossard sur le Tour de la Provence, 14e du classement général, place qu'il retrouve sur le Tour des Émirats arabes unis. À cause de la pandémie de Covid-19, il ne reprend la compétition qu'en août sur le Critérium du Dauphiné. Aligné sur le Tour de France, il chute dès la première étape. Souffrant du coude, il renonce à prendre le départ de la dixième étape. Auteur de deux tops 10 sur le Tour d'Italie, il est place du classement général au soir de la treizième étape, avant le contre-la-montre individuel. Distancé par les meilleurs grimpeurs lors de la dernière semaine, il termine finalement l'épreuve à la onzième position.
Sa saison 2021 est plus difficile. Il abandonne le Tour d'Italie après une semaine de course. En juin, il se classe sixième du Tour de Suisse, le meilleur résultat de sa saison. En août, il termine deuxième d'une étape du Tour de Burgos. En fin d'année, son équipe Qhubeka NextHash s'arrête, faute de sponsor, Pozzovivo se retrouvant sans contrat pour la saison 2022.

### 2022: Intermarché-Wanty-Gobert Matériaux
Le 15 février 2022, la formation belge Intermarché-Wanty-Gobert Matériaux annonce que Pozzovivo a signé un contrat d'une année avec l'équipe World Tour, sa 18e saison en tant que professionnel. Il annonce vouloir prouver qu'il est toujours capable de faire un top 10 sur un grand tour. En mars, il est onzième du Trofeo Laigueglia et treizième de Tirreno-Adriatico. Le mois suivant, il joue la gagne sur le Tour de Sicile, mais, malade, il abandonne lors de la dernière étape alors qu'il est cinquième du général.
Il retrouve le Tour d'Italie, où il occupe la cinquième place du général après 15 étapes. Il perd quelques places lors de la dernière semaine et termine finalement à la huitième place. Ainsi, à 39 ans, il devient le plus vieux coureur à se classer dans le top 10 au Tour d'Italie depuis 1924. En juin, il enchaine en terminant neuvième du Tour de Suisse. En août, il participe à son deuxième grand tour avec le Tour d'Espagne. Il abandonne lors de la 15e étape alors qu'il occupe la 29e place du général. Il conclut sa saison avec de bons résultats sur les semi-classiques italiennes : troisième du Tour d'Émilie, cinquième de la Coppa Agostoni et huitième des Trois vallées varésines.
En fin d'année, son contrat n'est pas renouvelé, par manque de budget selon le manager de l'équipe Aike Visbeek.

### 2023: Israel-Premier Tech
En mars 2023, Israel-Premier Tech engage Pozzovivo pour une saison qui a notamment comme objectif pour la saison une place dans les 10 premiers du Tour d'Italie. Infecté par le SARS-CoV-2, il ne prend pas le départ de la dixième étape.

### 2024: VF Group-Bardiani CSF-Faizané
En février 2024, l'équipe de ses débuts VF Group-Bardiani CSF-Faizané l'engage pour une ultime saison.

## Style
Pozzovivo se distingue par son petit gabarit, soit 1,65 m pour 53 kilos. Cette petite stature et cette légèreté lui confèrent la spécialité de pur grimpeur.

## Vie personnelle
Pozzovivo est l'auteur d'une thèse à propos des politiques méridionales de l'unité italienne et il détient un diplôme en économie. Son éducation supérieure lui a valu le surnom de « Docteur Pozzovivo » au sein du peloton. Il mentionne plusieurs champs d'intérêt outre le cyclisme, notamment l'histoire, l'économie, la politique, la technologie et les prévisions météorologiques.
En 2015, après s'être inscrit à la Faculté des activités motrices et sportives pour obtenir un deuxième diplôme, il épouse sa petite amie Valentina Conte à la basilique de Cassano all'Ionio en Calabre.

## Palmarès et classements mondiaux

### Palmarès professionnel
| - 2007 - 3e de la Semaine cycliste lombarde - 2008 - 3e du Tour du Trentin - 9e du Tour d'Italie - 2009 - 5e étape de la Semaine cycliste lombarde - 2e du Brixia Tour - 3e du Tour de Slovénie - 2010 - 4e étape du Tour du Trentin - Brixia Tour : - Classement général - 2e et 4e étapes - 2e du Tour des Apennins - 2e des Trois vallées varésines - 2e du Tour de Romagne - 3e du Tour du Trentin - 7e de Tirreno-Adriatico - 2011 - 4e étape du Brixia Tour - 2e du Brixia Tour - 2e des Trois vallées varésines - 3e du Trophée Melinda - 6e du Tour de Lombardie - 2012 - Tour du Trentin : - Classement général - 3e étape - 8e étape du Tour d'Italie - 3e étape du Tour de Slovénie - 1reb étape du Tour de Padanie (contre-la-montre par équipes) - 2e du Tour de Slovénie - 8e du Tour d'Italie - 2013 - 6e du Tour d'Espagne - 7e du Tour de Pologne - 10e du Tour d'Italie - 2014 - 2e du Tour du Trentin - 5e de Liège-Bastogne-Liège - 5e du Tour d'Italie - 6e de Tirreno-Adriatico - 8e du Tour de Catalogne | - 2015 - 3e étape du Tour de Catalogne - 3e étape du Tour du Trentin - 3e du Tour de Catalogne - 5e du Tour de Suisse - 6e du Tour Down Under - 8e de Tirreno-Adriatico - 8e de Liège-Bastogne-Liège - 9e du Tour d'Italie - 2016 - 7e du Tour Down Under - 2017 - 5e étape du Tour de Suisse - 3e du Tour des Alpes - 4e du Tour de Suisse - 6e du Tour d'Italie - 6e du Tour de Pologne - 6e du Tour de Lombardie - 9e du Tour d'Abou Dabi - 10e de Tirreno-Adriatico - 2018 - Vainqueur de la Coupe d'Italie - 2e du Tour des Alpes - 3e du championnat d'Italie sur route - 3e du Tour de Toscane - 5e du Tour d'Italie - 6e de Liège-Bastogne-Liège - 8e du Tour de Lombardie - 2019 - 2e du Tour d'Oman - 7e du Tour de Suisse - 2021 - 6e du Tour de Suisse - 2022 - 3e du Tour d'Émilie - 8e du Tour d'Italie - 9e du Tour de Suisse |  |

### Résultats sur les grands tours

#### Tour de France
3 participations
- 2016 : 33e
- 2018 : 18e
- 2020 : abandon (10e étape)

#### Tour d'Italie
18 participations
- 2005 : abandon (19e étape)
- 2007 : 17e
- 2008 : 9e
- 2010 : abandon (13e étape)
- 2011 : abandon (15e étape)
- 2012 : 8e, vainqueur de la 8e étape
- 2013 : 10e
- 2014 : 5e
- 2015 : abandon (3e étape)
- 2016 : 20e
- 2017 : 6e
- 2018 : 5e
- 2019 : 19e
- 2020 : 11e
- 2021 : abandon (7e étape)
- 2022 : 8e
- 2023 : non-partant (10e étape)
- 2024 : 20e

#### Tour d'Espagne
4 participations
- 2013 : 6e
- 2015 : 11e
- 2017 : abandon (11e étape)
- 2022 : abandon (15e étape)

### Classements mondiaux
| Année                                 | 2005 | 2006 | 2007 | 2008 | 2009 | 2010 | 2011 | 2012 | 2013 | 2014 | 2015 | 2016 | 2017 | 2018 | 2019 | 2020 | 2021 | 2022 | 2023 | 2024 |
| ------------------------------------- | ---- | ---- | ---- | ---- | ---- | ---- | ---- | ---- | ---- | ---- | ---- | ---- | ---- | ---- | ---- | ---- | ---- | ---- | ---- | ---- |
| Calendrier mondial                    |      |      |      |      | nc   | 113e |      |      |      |      |      |      |      |      |      |      |      |      |      |      |
| UCI World Tour                        |      |      |      |      |      |      |      |      | 34e  | 27e  | 18e  | 107e | 24e  | 39e  |      |      |      |      |      |      |
| Classement mondial                    |      |      |      |      |      |      |      |      |      |      |      | 133e | 35e  | 30e  | 159e | 229e | 236e | 85e  | 395e | 274e |
| UCI Europe Tour                       | 570e | nc   | 388e | nc   | 37e  | 4e   | 13e  | 8e   |      |      |      | 247e | 295e | 44e  | 131e | 191e | 202e | 73e  | nc   | nc   |
| UCI Asia Tour                         | nc   | nc   | nc   | nc   | 229e | nc   | 145e | nc   |      |      |      | 157e | nc   | nc   |      |      |      |      |      |      |
|                                       |      |      |      |      |      |      |      |      |      |      |      |      |      |      |      |      |      |      |      |      |
| Légende : nc = non classéSource : UCI |      |      |      |      |      |      |      |      |      |      |      |      |      |      |      |      |      |      |      |      |